# Иван Станчев (капитан)
Вижте пояснителната страница за други личности с името Иван Станчев.
Иван Станчев е български капитан далечно плаване.
Капитан на кораба „Г. С. Раковски“, който осъществява първото българско околосветско плаване.

## Биография
Роден е на 20 август 1909 г. в Габрово и е част от рода на Васил Априлов. Завършва Морското машинно училище във Варна през 1925 година. Впоследствие продължава обучението си във френската компания „Месажер Маритайм“. Постъпва в системата на Българското търговско параходно дружество и до 1944 г. служи на няколко кораба като помощник-капитан. Съществен дял за неговото професионално израстване има капитан Антон Прудкин.
На 19 юни 1957 г. в град Мидълзбро, Великобритания е вдигнат флагът на кораб „Васил Левски“. За негов капитан е назначен Иван Станчев. На 30 януари 1958 г. този кораб за първи път в историята на корабоплаването ни посещава Буенос Айрес, Аржентина.
От 23 август 1963 г. до 23 март 1964 г. кораб „Г. С. Раковски“ с капитан Иван Станчев и гл. механик Анани Нанков извършва първото в морската история на страната околосветско плаване.
През 1966 г. капитан Станчев вдига флага на новопостроения 25 585-тонен танкер „Огоста“ в японското пристанище Осака.
Починал на 25 октомври 1981 г. във Варна.